# La Peau douce
Pour plus de détails, voir Fiche technique et Distribution.
La Peau douce est un drame romantique français réalisé par François Truffaut et distribué le 20 avril 1964.

## Synopsis
Pierre Lachenay, écrivain reconnu et rédacteur d'une revue littéraire, mari de Franca et père de la petite Sabine, est en retard pour son vol qui le mène à Lisbonne. Accompagné en voiture par un ami, il parvient à embarquer juste à temps. Il croise le regard de Nicole, une ravissante hôtesse de l'air, avec laquelle il pose pour une photographie à la descente de l'avion.
Pierre s'enregistre à l'hôtel puis part pour donner une conférence sur l'un de ses livres, Balzac et l'Argent : en partant, il remarque Nicole dans l'accueil de l'hôtel. Une fois de retour, il prend l'ascenseur avec Nicole et retient son numéro de chambre. Il l'appelle ensuite pour lui proposer de boire un verre avec elle, mais elle décline à cause de l'heure tardive. Peu après avoir raccroché, Nicole rappelle Pierre, s'excuse, et accepte son invitation.
Le lendemain au soir, Pierre et Nicole passent la soirée, puis la nuit à discuter. À l'aube, ils rentrent à l'hôtel et passent la nuit ensemble. Dans l'avion le lendemain, Nicole lui donne une boîte d'allumettes où elle a inscrit son numéro de téléphone. De retour à Paris, Pierre tente plusieurs fois d'appeler Nicole, en vain. Ils finissent par se revoir brièvement. Les jours suivants, ils passent du temps ensemble entre deux vols. Un jour, ils se rencontrent à l'aéroport et décident de passer la soirée ensemble puis de rentrer chez elle.
Plus tard dans la semaine, Pierre et Nicole se rendent ensemble à Reims où Pierre doit présenter le documentaire de 1952 de Marc Allégret sur André Gide. Ils descendent dans un hôtel discret. Pierre est monopolisé par les notables rémois et l'un de ses amis et se doit d'ignorer Nicole toute la soirée. Pierre finit par réussir à échapper à son ami et rentre à l'hôtel, où Nicole, en pleurs, se sent humiliée et oubliée. Il s'excuse et ils décident de partir deux jours à la campagne.
Pierre et Nicole se promènent en forêt, Pierre prend des photos d'eux mais surtout de Nicole. Celle-ci a raconté à Pierre ses quelques liaisons. Le moment difficile est celui où Pierre se doit d'appeller sa femme, celle-ci sait qu'il a menti sur son emploi du temps et raccroche furieuse. Au retour de Pierre chez lui elle lui fait une scène, l'accuse d'avoir une liaison, Pierre sort pour aller dormir dans son bureau.Il pense louer un appartement pour Nicole et lui.
Le matin suivant, Franca l'appelle et l'informe qu'elle ne lui pardonnera jamais son affront et qu'il sera contacté par son avocat en vue d'un divorce. Pierre et Franca se retrouvent, Franca se jette au cou de son mari et l'entraîne dans leur chambre, puis Franca jette Pierre dehors quand il lui dit qu'ils ne pourront jamais revivre ensemble. Pierre est désemparé, sa femme oscille entre hystérie, dépression, jalousie et regrets.
Plus tard dans la semaine, Pierre et Nicole dînent ensemble, Pierre grave et préoccupé, Nicole légère, rieuse et futile. Le lendemain, alors qu'il lui fait visiter un appartement en construction, Nicole avoue regretter cette aventure, ne pas vouloir vivre avec lui ni se marier et brise leur relation.
Franca tombe par hasard sur les photos que Pierre a prises de Nicole et lui pendant leur brève escapade. Rentrée chez elle prend un fusil de chasse, l'arme, se rend au restaurant où Pierre déjeune fréquemment, lui jette les photos au visage et le tue.

## Fiche technique
- Titre : La Peau douce
- Titre anglais : The Soft Skin

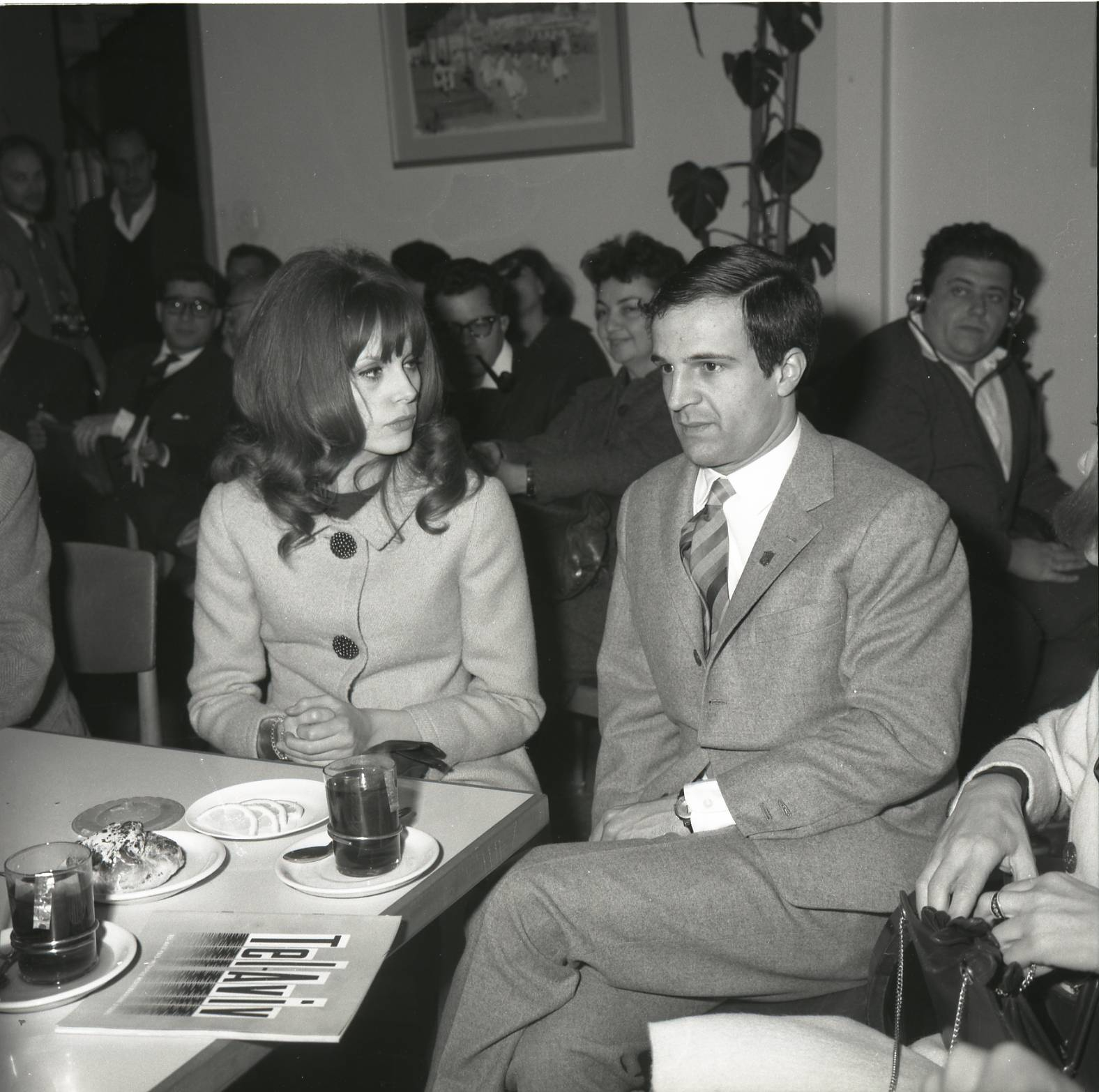
Françoise Dorléac avec son compagnon de l'époque, le réalisateur du film, François Truffaut.

- Réalisation : François Truffaut assisté de Jean-Pierre Léaud, Claude Othnin-Girard et Jean-François Adam.
- Assistant stagiaire: Adrien Campo
- Scénario : François Truffaut, Jean-Louis Richard et Jean-François Adam
- Directeur de la photographie : Raoul Coutard
- Montage : Claudine Bouché
- Costumes : Renée Rouzot
- Script : Suzanne Schiffman
- Musique : Georges Delerue disponible sur 45 tours Philips 434 887 BE
- Producteurs : François Truffaut et António da Cunha Telles
- Pays d'origine : France
- Format : Noir et blanc - 1,66:1 - Mono - 35 mm
- Genre : drame
- Durée : 113 minutes
- Date de sortie : 20 avril 1964
- Visa de contrôle cinématographique N° 28.067

## Distribution
- Jean Desailly : Pierre Lachenay
- Françoise Dorléac : Nicole Chomette
- Nelly Benedetti : Franca Lachenay
- Daniel Ceccaldi : Clément
- Laurence Badie : Ingrid
- Philippe Dumat : M. Bertrand
- Paule Emanuele : Odile
- Maurice Garrel : M. Bontemps
- Sabine Haudepin : Sabine Lachenay
- Dominique Lacarrière : Dominique, la secrétaire
- Jean Lanier : Michel
- Pierre Risch : le chanoine Cottet
- Olivia Poli : Mme Bontemps (non créditée)
- Charles Lavialle : le veilleur de nuit de l'hôtel Michelet (non crédité)
- Catherine-Isabelle Duport : Christiane Duchant (non créditée)
- Gérard Poirot : Franck (non crédité)
- Jean-Louis Richard : le dragueur (non crédité)
- Camero : l'organisateur à Lisbonne (non crédité)
- Thérèse Renouard : Mme Raymonde (non créditée)
- Brigitte Zhendre-Laforest : la livreuse de la blanchisserie (non créditée)
- Maurice Magalon : le serveur au restaurant (non crédité)
- Georges de Givray : M. Chomette (non crédité)
- Robert Woods : un journaliste américain (non crédité)

## Production
Truffaut décide de faire ce film rapidement avant de pouvoir tourner Fahrenheit 451. Il souhaite faire un film « indécent, complètement impudique, assez triste, mais très simple ». Le scénario s'inspire de l'affaire Jaccoud et de l'affaire Nicole Gérard.
Le tournage a lieu du 21 octobre au 30 décembre 1963. Le décor de l'appartement des Lachenay est le propre domicile de François Truffaut, situé rue du Conseiller-Collignon.
Le court métrage de Claude Jutra, Anna, la bonne, adaptation d'une chanson parlée de Jean Cocteau, interprétée par Marianne Oswald, a été distribué en première partie de La Peau douce.

## Analyse
Même si le film s'inspire de faits divers, il est nécessaire d'y voir un aspect autobiographique, comme dans toute l'œuvre du cinéaste. La crise conjugale entre Franca et Pierre Lachenay pourrait être inspirée de la crise conjugale entre Madeleine Morgenstern et François Truffaut. De même, la relation entre Pierre Lachenay et Nicole ressemble à la relation de Truffaut avec Liliane David. François Truffaut a d'ailleurs tourné les scènes qui se passent dans l'appartement du couple Lachenay dans son propre appartement. Le nom de famille même des Lachenay fait référence au cinéaste Robert Lachenay, ami d'enfance du réalisateur (et inspiration de leurs personnages respectifs dans Les 400 Coups).
Lorsque Pierre présente le film de Marc Allégret au cinéma de Reims, il est possible d'apercevoir les affiches des films Le Testament d'Orphée de Jean Cocteau, qui avait pu être tourné grâce à François Truffaut, et Peau de banane de Marcel Ophüls, sorti quelques mois auparavant.
François Truffaut fait un clin d'oeil au tournage d'une scène du film dans La Nuit américaine, où il montre combien il est difficile de diriger un chat. Il rejoue ainsi le moment où Nicole débarrasse le petit déjeuner de l'hôtel avant qu'un chat ne vienne laper le bol de lait.
Dans le téléfilm E-love, l'actrice principale va voir le film à la Filmothèque du quartier latin.

## Réception critique
Le film a été très critiqué en France. En revanche, il a reçu un accueil beaucoup plus favorable en Scandinavie. Le Cain 2004 considère que La Peau douce est avec Les Deux Anglaises et le Continent le plus beau film de François Truffaut. Lors d'une interview radiophonique accordée à Claude-Jean Philippe à l'occasion de la sortie de L'Homme qui aimait les femmes en 1977, François Truffaut affirma regretter de n'avoir pas « abattu les cartes tout de suite » en ouvrant également La Peau douce par la mort de son héros, principal motif selon lui de son insuccès public. 

## Distinctions
Le film a été présenté en compétition au festival de Cannes en 1964. Le film y a été très mal reçu.